# 対本宗訓
対本 宗訓（つしもと そうくん、1954年 - ）は、日本の僧侶、医師（内科医）。元臨済宗佛通寺派管長。医療法人健永会大館記念病院名誉院長。医療法人北桜会弘前メディカルセンター理事長・院長。

## 経歴
1954年、愛媛県に生まれる。1979年、京都大学文学部哲学科卒業。天龍寺僧堂にて修行し、臨済宗天龍寺派前管長平田精耕に嗣法する。1993年、38歳で臨済宗佛通寺派の管長に就任。開創六百年遠諱事業を契機として宗門の近代化に努める。2000年、帝京大学医学部医学科に入学し、同年11月に管長を辞任。
2006年に医学部を卒業後、帝京大学医学部附属溝口病院にて初期臨床研修。 2010年には、伝統医学や補完代替医療への関心から、現代西洋医学との統合医療の研鑽のため、東京財団研究員としてイギリスに渡る。Royal London Hospital for Integrated Medicine、College of Practical Homeopathyなどで臨床研究。2013年には Goldsmiths College, University of London 大学院修士課程（医療人類学）を修了。2014年に帰国し、都内にリンデンクリニックを開院。2016年から2022年まで、医療法人健永会大館記念病院理事長・院長として病院経営再建と地域医療に従事した。2022年、大館記念病院名誉院長、医療法人北桜会弘前メディカルセンター理事長・院長に就任した。

## 主張
- 僧医

宗教の原点は「個」であり、今の宗門は個別的で絶対的な生老病死の現場に向き合う力を失ってしまったと指摘する対本がめざすものは「行動する仏教」であり、「医療と宗教に霊性を回復すること」を呼びかけている。その自らの行動理念を一言で託す言葉として「僧医」を選んだという。身体を診る医師と心を説く僧侶。これら二つの立場を止揚したところに僧医という存在がある、と著書の中で述べている。また、僧籍を有している医師が必ずしも僧医なのではなく、医師が得度したから僧医ということでもない。医療の場において、魂の導き手となれるだけの宗教者としての研鑽を積んでいるかどうかが重要だとして、患者さんに安心を与える「無畏の誓願」を強調している。
- 祈りと癒し

2011年3月11日、東日本大震災が起こったとき、対本は臨床研究のため英国に住んでいた。遠く離れた異国の地にいて何もできない無力感の中で、対本はＳＮＳを使い「一日一回、毎正時の祈り」を9か国語で発信し、全世界に祈りの結集を呼びかけた。そして急遽書き上げたのが『祈る力―人が生み出す〈癒し〉のエネルギー』である。その序章で、「祈りは無力だと思えるかもしれません。しかし祈りが無力なのではありません。祈ることを忘れた心が無力なのです。祈るだけでは何も解決しないと思えるかもしれません。そうではなくて、祈りを欠いた行動が何の解決ももたらせないのです。」と、祈りをもって行動することの重要性を説いた。さらに続く章では〈祈り〉と〈癒し〉について考察したうえで、統合医療の場で活用されている瞑想やヒーリングに科学的根拠づけを試みている。
- 周死期学

対本は臨床で出産に立ち会った経験から、生まれ出る巧妙な仕組みが備わっているなら、平安に死に行く絶妙な仕組みも人体には備わっているはずだと直感し、周産期 perinatal period の対極として「周死期」という概念を提起して、死の臨床的プロセスを明らかにしようとしている。
周死期学とは、人が亡くなっていく臨床的なプロセスを、身体と心と魂のレベルで記述していくことであり、死後への問いも排除しない。対本はその方法論については人類学のエスノグラフィー ethnography の手法、とくに参与観察 participation observation がふさわしいとしている。周死期学研究では、「臨死体験 near-death experiences」や「お迎え現象 deathbed visions」などの知見も大いに参考になると考えている。
- 霊性の医療

対本の僧医としての行動理念は「医療と宗教の統合」であるが、それはシステムとしての医療に宗教を持ち込むことではない。医療を行うのも〈人〉であり、宗教に生きるのも〈人〉であるが、その〈人〉を存在論的にどう理解するかが重要であり、行為の主体もしくは対象としての〈人〉による統合なのである。
対本は「霊性については語るが、霊については語らない」と述べ、医師として宗教者としての基本的な姿勢を明らかにしている。それによると、「霊 spirit」は本体論的な捉え方であり、一つの説明モデルと言わざるを得ない。それに対して、「霊性 spirituality」とは “はたらき” であり、日常生活の中で自覚したり語ったりすることができるとする。
また対本は人体の存在論的理解の一つとして、physical、mental/emotional、spiritual という階層的な身体-生命モデルを提示している。これらは本来不可分で互いに境界はないが、便宜上、三層に分けて考えるのであって、霊性はこれらの全体性の中にある。伝統医療や補完医療でいう生命エネルギーの概念や治癒のプロセスもこのモデルで理解される。
医療の場におけるスピリチュアルケアに関しては、「身体性を離れて霊性はなく、霊性を欠いた身体性もまたありえない」として、身心一如（しんじんいちにょ）という全体性のさらに奥を探求する姿勢を示している。
霊性の医療とは、人間は肉体（物質的身体）だけの存在ではないことを前提に、階層的身体-生命モデルに基づいたアプローチを行う医療であり、現代医学から伝統医学や自然医学までを含む統合医療の手法と重なる。人は生老病死を経験しその意味を理解することで人生の生き方の転換が起こるともしている。ちなみに、周死期学は霊性を描く作業に他ならないとする。

## 著書

### 単著
- 『坐禅 〈いま・ここ・自分〉を生きる』（春秋社、1999年 → 2006年）
- 『禅僧が医師をめざす理由』（春秋社、2001年）
- 『僧医として生きる』（春秋社、2008年）
- 『〈枯れて死ぬ仕組み〉を知れば心穏やかに生きられる』（河出書房新書、2010年）
- 『人生の最期に求めるものは』（佼成出版、2011年）
- 『祈る力 — 人が生み出す〈癒し〉のエネルギー』（角川新書、2011年）
- 『霊性の医療をひらく』（春秋社、2016年）

### 共著
- 『禅の逆襲 - 生老病死のなかの仏教』（有馬頼底との共著、春秋社、2010年）
- 『いのち問答 - 最後の頼みは医療か、宗教か？』（香山リカとの共著、角川oneテーマ21、2011年）
- 『闘う仏教 - 現代宗教論』（河野太通との共著、春秋社、2011年）